# Giacomo Ferri (senatore)
Giacomo Ferri (San Felice sul Panaro, 7 gennaio 1860 – San Felice sul Panaro, 14 novembre 1930) è stato un politico italiano.
Rappresentò il movimento socialista nella bassa pianura bolognese e modenese. A lui si devono le prime formazioni di cooperative e delle case operaie. 
Si interessò dello sviluppo agricolo, della condizione dei braccianti, degli operai. Avvocato, fu inoltre sindaco di San Felice sul Panaro, operando sempre per lo sviluppo e il progresso del mondo operaio.
Massone, fu iniziato l'undici marzo 1910 nella loggia di Bologna "VIII agosto", appartenente al Grande Oriente d'Italia e diventò Maestro il nove marzo 1911.